# 20364 Zdeněkmiler
20364 Zdeněkmiler è un asteroide della fascia principale. Scoperto nel 1998, presenta un'orbita caratterizzata da un semiasse maggiore pari a 2,9302258 UA e da un'eccentricità di 0,1275791, inclinata di 2,74809° rispetto all'eclittica.